# Broasca-țestoasă europeană de baltă
Broasca-țestoasă europeană de baltă (Emys orbicularis), de asemenea denumită și Broasca-țestoasă europeană de iaz, este o specie de țestoase de apă dulce.
Specia este răspândită în sudul și centrul Europei, Asia de Vest și Africa de Nord. În perioada post-glacială, țestoasa de iaz a avut o distribuție mult mai largă, fiind găsită la nord, până în sudul Suediei.

## Subspecii
- Emys orbicularis capolongoi – Broasca-țestoasă de Sardinia
- Emys orbicularis colchica – Broasca-țestoasă de Col(c)hida
- Emys orbicularis eiselti – Broasca-țestoasă a lui Eiselt
- Emys orbicularis fritzjuergenobstii – Broasca-țestoasă de Obst
- Emys orbicularis galloitalica – Broasca-țestoasă italiană
- Emys orbicularis hellenica – Broasca-țestoasă din vestul Turciei
- Emys orbicularis hispanica – Broasca-țestoasă spaniolă
- Emys orbicularis iberica – Broasca-țestoasă din valea
- Emys orbicularis lanzai – Broasca-țestoasă corsicană
- Emys orbicularis luteofusca – Broasca-țestoasă din centrul Turciei
- Emys orbicularis occidentalis – Broasca-țestoasă nord-africană
- Emys orbicularis orbicularis – Broasca-țestoasă comună (europeană)
- Emys orbicularis orientalis – Broasca-țestoasă Suedkaspi
- Emys orbicularis persica – Broasca-țestoasă estică